# Hulučaj
Hulučaj, Huluhčaj, Jugan-vac, Piran-vac (azerski: Xuluqçay, ruski: Хулучай, Хулухчай, Пиран-вац, Юган-вац) je rijeka u Azerbajdžanu koja teče Kusarskim rajonom. Duga je 13 kilometara. Površina porječja iznosi 30 km2 Desna je pritoka rijeke Samur te se u nju ulijeva u njenome 57. kilometru od ušća.